# 모중경
모중경(1971년 8월 23일~)은 대한민국의 골프 선수이다. 1995년에 프로로 전향하여 아시안 투어에서 2회 우승했다.